# 希梅內斯縣 (卡塔戈省)
希梅內斯縣（西班牙語：Cantón de Jiménez），是哥斯達黎加的縣份，位於該國西北部，由卡塔戈省負責管轄，首府設於胡安比尼亞斯，始建於1903年8月19日，面積286.43平方公里，2011年人口14,669人，人口密度每平方公里51.21人。